# Луж (река)
Луж (фр. Louge) је река у Француској. Дуга је 100 km. Улива се у Гарону. 